# Santa Cruz do Xingu
Santa Cruz do Xingu es un municipio brasilero del estado de Mato Grosso. Su población estimada en 2004 era de 1.348 habitantes.